# Lélex (Ain)
Pour les articles homonymes, voir Lélex.
Lélex (prononcé : [lelɛks]) est une commune française, située dans le département de l'Ain en région Auvergne-Rhône-Alpes. Elle est également une station de sports d'hiver du Jura français, appartenant au domaine des Monts Jura.
Ses habitants sont appelés les Lélerands.

## Géographie

### Situation
Située au nord-est du département de l'Ain, la commune est un village touristique de la station des Monts Jura au cœur de la vallée de la Valserine, au pied du crêt de la Neige et à environ 23 km de la Suisse depuis Saint-Cergue via les voies routières. Les communes les plus proches à vol d'oiseau sont Bellecombe, Les Molunes, Les Moussières, Crozet, Sergy et La Pesse.
les grandes villes les plus proches de Lélex sont Genève (18 km), Besançon (104,6 km) et Lyon (104,7 km).

### Accès
La seule ligne de transport en commun traversant Lélex est la ligne 153 reliant Mijoux à Bellegarde-sur-Valserine.
L'accès routier se fait par la RD 991.

### Géologie et relief
Géologiquement, le territoire est localisé sur des sols anciens et stables à dominante argilo-calcaire renfermant des bancs subordonnés de gypse saccharoïde et des cristaux de sélénite disséminés. Elle forme une cuvette dont l'altitude minimale est de 720 m. À l'ouest de la vallée, la couche de Crétacé inférieur varie entre 850 m et 1 000 m d'altitude tandis que le jurassique moyen atteint les 1 200 m d'altitude et permet, au niveau du belvédère du Truchet, de contempler l’est et les hauts sommets des Monts Jura, du sommet du Grand Montrond (1 614 m) au Crêt de la Neige (1 720 m et plus haut sommet du massif du Jura).

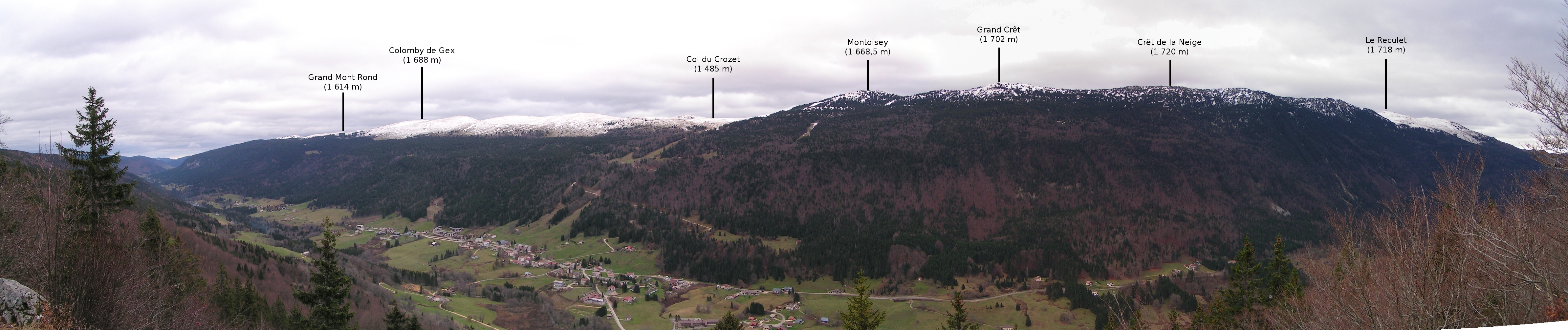
Vue panoramique depuis le belvédère du Truchet.

### Hydrographie
La ville de Lélex est traversée au niveau du pont de Niaizet et du pont du Moulin Neuf par la Valserine, une rivière d'une longueur de 47,6 kilomètres dont la source se situe dans le parc naturel régional du Haut-Jura au nord du col de la Faucille.

### Climat
Pour des articles plus généraux, voir Climat d'Auvergne-Rhône-Alpes et Climat de l'Ain.
En 2010, le climat de la commune est de type climat de montagne, selon une étude du CNRS s'appuyant sur une série de données couvrant la période 1971-2000. En 2020, Météo-France publie une typologie des climats de la France métropolitaine dans laquelle la commune est exposée à un climat de montagne ou de marges de montagne et est dans la région climatique Jura, caractérisée par une forte pluviométrie en toutes saisons (1 000 à 1 500 mm/an), des hivers rigoureux et un ensoleillement médiocre.
Pour la période 1971-2000, la température annuelle moyenne est de 7 °C, avec une amplitude thermique annuelle de 16,1 °C. Le cumul annuel moyen de précipitations est de 1 907 mm, avec 12,1 jours de précipitations en janvier et 10 jours en juillet. Pour la période 1991-2020, la température moyenne annuelle observée sur la station météorologique de Météo-France la plus proche, sur la commune de La Pesse à 7 km à vol d'oiseau, est de 6,9 °C et le cumul annuel moyen de précipitations est de 1 659,9 mm,. Pour l'avenir, les paramètres climatiques de la commune estimés pour 2050 selon différents scénarios d'émission de gaz à effet de serre sont consultables sur un site dédié publié par Météo-France en novembre 2022.

## Urbanisme

### Typologie
Au 1er janvier 2024, Lélex est catégorisée commune rurale à habitat dispersé, selon la nouvelle grille communale de densité à 7 niveaux définie par l'Insee en 2022.
Elle est située hors unité urbaine et hors attraction des villes,.

### Occupation des sols
L'occupation des sols de la commune, telle qu'elle ressort de la base de données européenne d’occupation biophysique des sols Corine Land Cover (CLC), est marquée par l'importance des forêts et milieux semi-naturels (87,7 % en 2018), une proportion identique à celle de 1990 (87,7 %). La répartition détaillée en 2018 est la suivante : 
forêts (79,3 %), prairies (10,3 %), milieux à végétation arbustive et/ou herbacée (8,4 %), zones urbanisées (2 %).
L'évolution de l’occupation des sols de la commune et de ses infrastructures peut être observée sur les différentes représentations cartographiques du territoire : la carte de Cassini (XVIIIe siècle), la carte d'état-major (1820-1866) et les cartes ou photos aériennes de l'IGN pour la période actuelle (1950 à aujourd'hui).

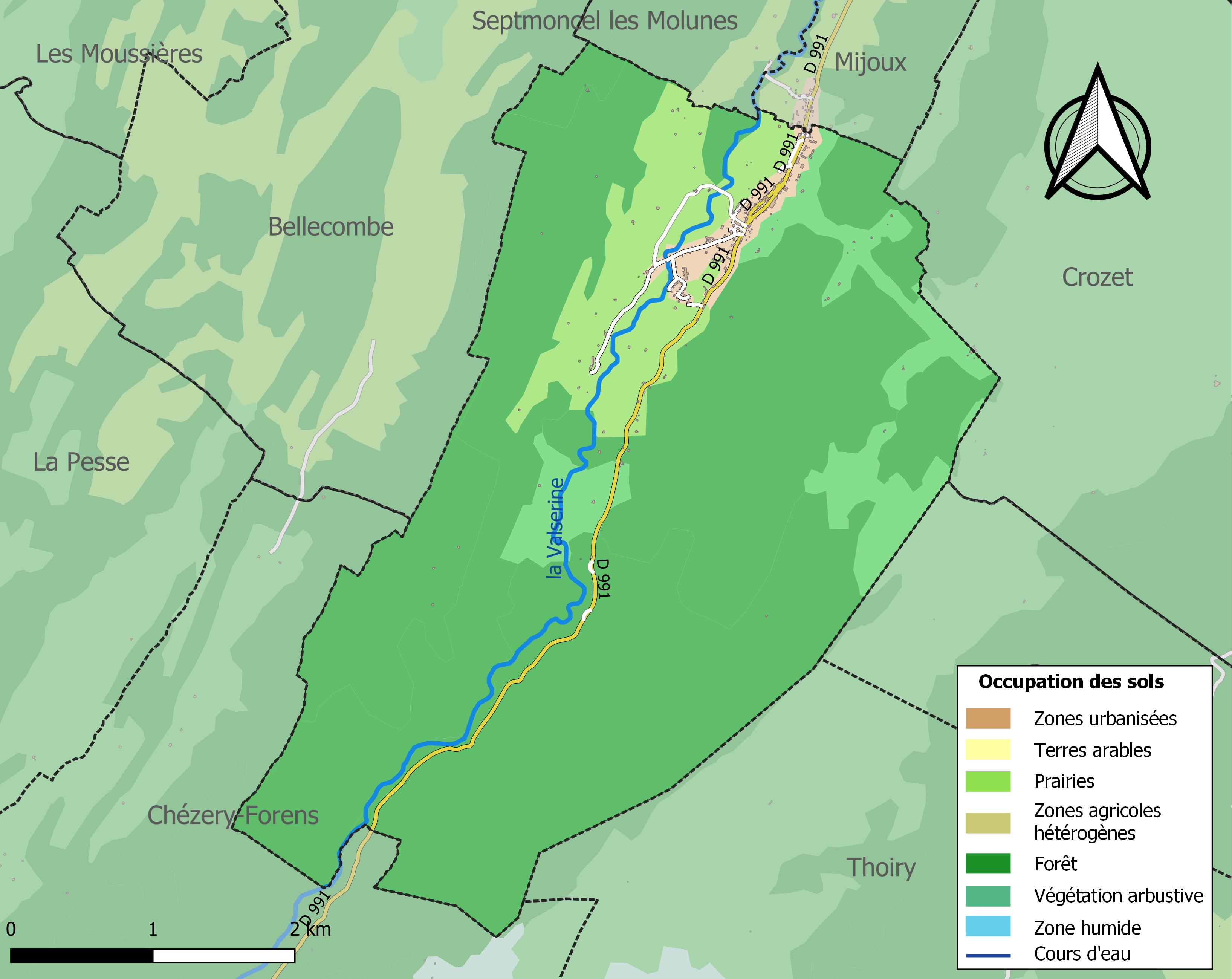
Carte des infrastructures et de l'occupation des sols de la commune en 2018 (CLC).

### Logement
En 2009, on dénombrait un total de 696 logements réparties en 106 résidences principales, 565 résidences secondaires et 25 logements vacants, le tout regroupé en 111 maisons et 579 appartements. Parmi les 106 résidences principales, 74 étaient occupées par leurs propriétaires, 25 par des locataires et 7 par des occupants logés gratuitement.
|                        | 1968 | 1975 | 1982 | 1990 | 1999 | 2009 |
| ---------------------- | ---- | ---- | ---- | ---- | ---- | ---- |
| Résidences principales | 65   | 62   | 80   | 95   | 100  | 106  |
| Résidences secondaires | 55   | 117  | 219  | 536  | 559  | 565  |
| Logements vacants      | 6    | 21   | 11   | 9    | 25   | 25   |

### Projets d'aménagement
Un laboratoire spécialisé dans les produits de soins par les plantes sera implanté prochainement dans la commune de Lélex. Ce chantier va permettre la création de 40 emplois et coûtera près de 2 000 000 €. En prévision de cette implantation, un autre projet de construction de 15 logements est en étude.

## Toponymie
Les plus anciennes graphies connues de Lélex sont Les Loyes en 1322 et Leslay en 1670. On relève ensuite des graphies L'Ellex en 1793, puis Lelex et Lélex en 1801.

## Histoire

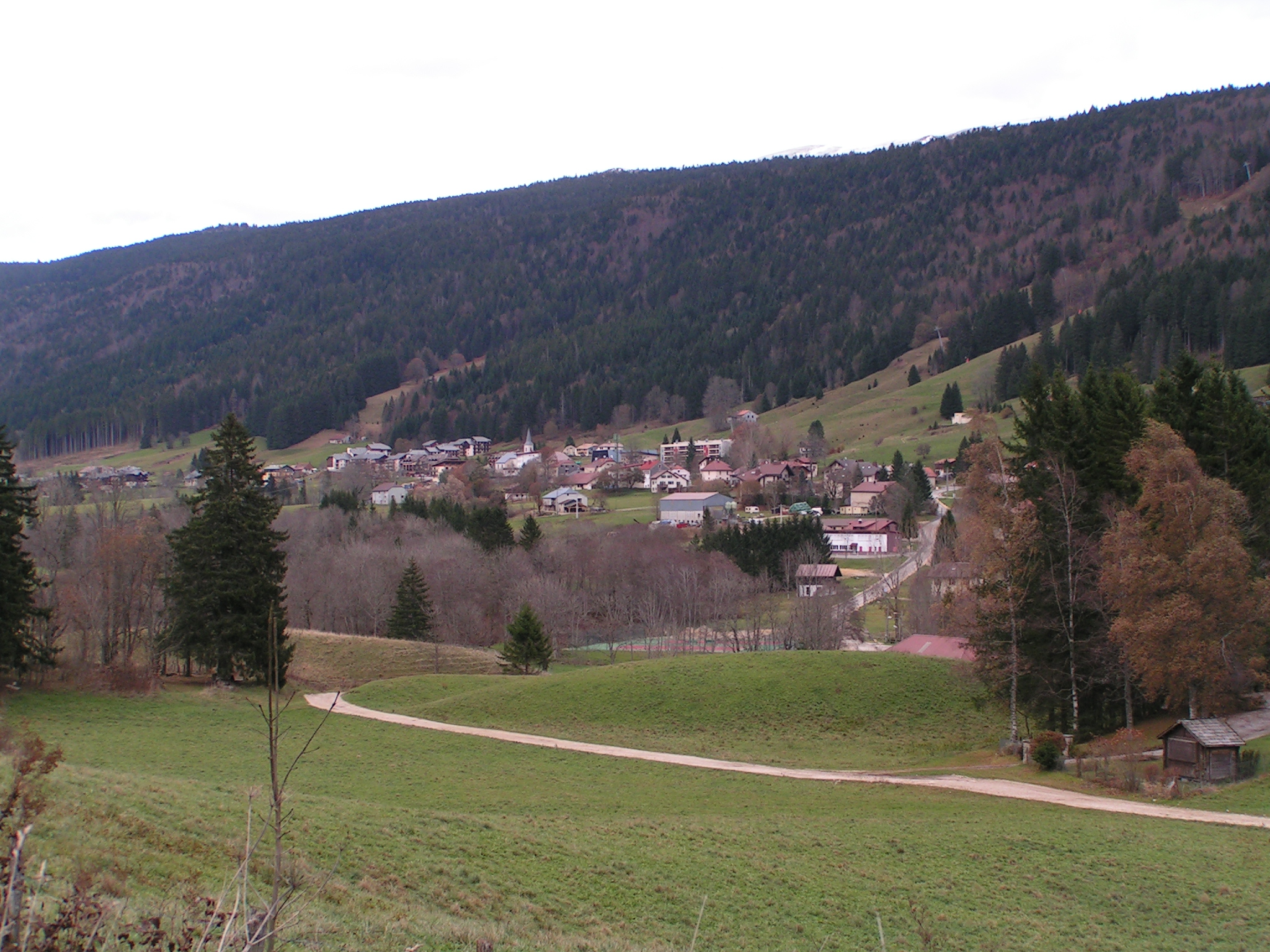
Lélex vu depuis le pied du flanc ouest de la vallée de la Valserine.

### Faits historiques

#### Les origines et le Moyen Âge
À l'origine, le territoire de Lélex est inclus au vaste domaine de l'abbaye de Saint-Oyend-de-Joux (aujourd'hui Saint-Claude dans le Jura). Le 12 août 1322, ce monastère concède à sa voisine, l'abbaye cistercienne de Chézery, tous les territoires se trouvant de part et d'autre de la vallée de la Valserine depuis le ruisseau dit Malnant au sud, jusqu'à la chapelle de Lélex au nord, avec la justice sur les hommes qui pourraient venir s'y installer. L'existence de la chapelle prouve qu'un peuplement a existé dans la vallée avant la grande peste de 1348. Le rude climat montagnard avec un fort enneigement hivernal, les difficultés de circulation et les nombreuses épidémies des XIVe et XVe siècles ont freiné les défrichements. Pendant de longues décennies, seulement quelques bergers survivent du produit de leurs troupeaux.

#### LeXVIIesiècle, leXVIIIesiècleet leXIXesiècle
À la signature du traité de Lyon en 1601, le territoire de Lélex est réuni avec le Pays de Gex au royaume de France. En 1612, un bureau de douane est installé pour freiner la contrebande du sel.
En 1790, lors de la création des départements français consécutive à la Révolution de 1789, la commune de Lélex est incorporée au département de l'Ain. Après l'annexion de Genève par la France en 1798 et la création du département du Léman qui s'ensuivit, Lélex est rattachée à celui-ci. Lorsque ce département est dissous à la suite du rattachement de Genève à la Suisse en 1815, Lélex réintègre le département de l'Ain et l'arrondissement de Gex,
dont elle fait toujours partie.
La population a été nombreuse à la fin du XVIIIe siècle et au début du XIXe siècle mais un lent dépeuplement s'ensuivit. La construction du chemin de grande communication numéro 16 qui remplace le « vy de Lélex » vers 1850, l'édification du tramway Bellegarde-Chézery en 1913, puis la grande saignée de la guerre 1914-1918 sont parmi les causes principales de cette lente hémorragie[réf. nécessaire].

## Politique et administration

### Administration municipale
Le conseil municipal est composé de onze membres conformément à l’article L2121-2 du Code général des collectivités territoriales. À l'issue des élections municipales de 2008, Danièle Gabriel-Robez a été élue maire de Lélex en remplacement de Daniel Bernardin.

### Intercommunalité
Lélex fait partie de la communauté de communes du pays de Gex composée de 29 communes pour former une communauté composée de 73 923 habitants en 2009.

### Liste des maires

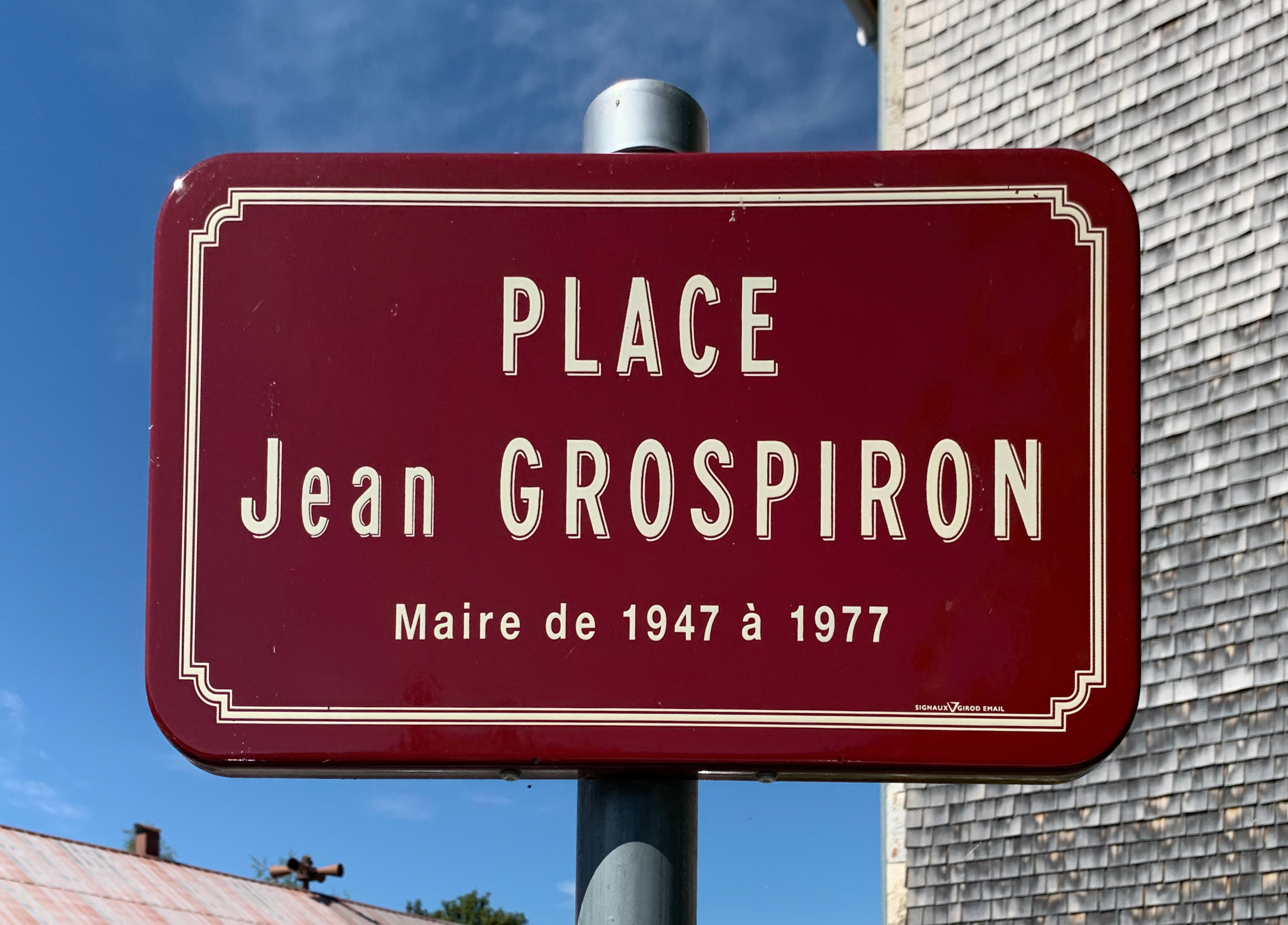
Panneau de la place Jean-Grospiron, maire de 1947 à 1977.

| Période                                  | Période       | Identité              | Étiquette | Qualité                                   |
| ---------------------------------------- | ------------- | --------------------- | --------- | ----------------------------------------- |
| 1947                                     | 1977          | Jean Grospiron        |           | Entre autres grand-père d'Edgar Grospiron |
| juin 1995                                | mars 2001     | Raymond Mathieu       |           |                                           |
| mars 2001                                | mars 2008     | Daniel Bernardin      |           |                                           |
| mars 2008                                | mars 2014     | Danièle Gabriel-Robez |           |                                           |
| mars 2014                                | novembre 2015 | Pierre Morel          | SE        | Retraité                                  |
| novembre 2015                            | juillet 2020  | Bernard Genevrier     |           | Directeur d'Adapei                        |
| juillet 2020                             | En cours      | Roger Grossiord       |           |                                           |
| Les données manquantes sont à compléter. |               |                       |           |                                           |

### Instances judiciaires et administratives
Dans le domaine judiciaire, Lélex dépend du conseil des prud'hommes d'Oyonnax et du tribunal d'instance de Nantua. Pour les autres juridictions du premier degré (grande instance, tribunal de commerce, et tribunal pour enfants), c'est la commune de Bourg-en-Bresse qui est compétente. Enfin, pour le 2e degré de juridiction, elle dépend de la cour d'appel et de la Cour administrative d'appel de Lyon.

### Politique environnementale

#### Protection de la nature
Du fait de sa situation géographique (vallée de la Valserine), elle fait partie des communes couvertes par la zone naturelle d'intérêt écologique, faunistique et floristique (ZNIEFF) du même nom. Cette rivière ainsi que son climat frais favorisent la présence de diverses espèces végétales comme la cirse des rives et l'aconit napel ou animales comme le tarin des aulnes et la rousserolle verderolle. Cette dernière est classée en voie de disparition.

### Jumelages
Au 30 juillet 2012, Lélex n'est jumelée avec aucune commune.

## Population et société

### Démographie

#### Évolution démographique
L'évolution du nombre d'habitants est connue à travers les recensements de la population effectués dans la commune depuis 1793. Pour les communes de moins de 10 000 habitants, une enquête de recensement portant sur toute la population est réalisée tous les cinq ans, les populations de référence des années intermédiaires étant quant à elles estimées par interpolation ou extrapolation. Pour la commune, le premier recensement exhaustif entrant dans le cadre du nouveau dispositif a été réalisé en 2008.
En 2022, la commune comptait 236 habitants, en évolution de +4,89 % par rapport à 2016 (Ain : +5,15 %, France hors Mayotte : +2,11 %).
| 1793 | 1800 | 1806 | 1821 | 1831 | 1836 | 1841 | 1846 | 1851 |
| ---- | ---- | ---- | ---- | ---- | ---- | ---- | ---- | ---- |
| 782  | 794  | 796  | 512  | 578  | 563  | 558  | 529  | 540  |

| 1856 | 1861 | 1866 | 1872 | 1876 | 1881 | 1886 | 1891 | 1896 |
| ---- | ---- | ---- | ---- | ---- | ---- | ---- | ---- | ---- |
| 530  | 521  | 546  | 541  | 520  | 525  | 518  | 492  | 485  |

| 1901 | 1906 | 1911 | 1921 | 1926 | 1931 | 1936 | 1946 | 1954 |
| ---- | ---- | ---- | ---- | ---- | ---- | ---- | ---- | ---- |
| 488  | 484  | 480  | 382  | 346  | 280  | 261  | 189  | 169  |

| 1962 | 1968 | 1975 | 1982 | 1990 | 1999 | 2006 | 2008 | 2013 |
| ---- | ---- | ---- | ---- | ---- | ---- | ---- | ---- | ---- |
| 156  | 184  | 183  | 203  | 232  | 221  | 225  | 225  | 231  |

| 2018 | 2022 | - | - | - | - | - | - | - |
| ---- | ---- | - | - | - | - | - | - | - |
| 229  | 236  | - | - | - | - | - | - | - |

#### Pyramide des âges
En 2021, le taux de personnes d'un âge inférieur à 30 ans s'élève à 30,3 %, soit en dessous de la moyenne départementale (35,3 %). À l'inverse, le taux de personnes d'âge supérieur à 60 ans est de 26,1 % la même année, alors qu'il est de 24,3 % au niveau départemental.
En 2021, la commune comptait 113 hommes pour 117 femmes, soit un taux de 50,87 % de femmes, légèrement supérieur au taux départemental (50,65 %).
Les pyramides des âges de la commune et du département s'établissent comme suit :
| Hommes | Classe d’âge | Femmes |
| ------ | ------------ | ------ |
| 1,8    | 90 ou +      | 2,6    |
| 5,4    | 75-89 ans    | 12,1   |
| 18,0   | 60-74 ans    | 12,1   |
| 29,5   | 45-59 ans    | 20,5   |
| 16,9   | 30-44 ans    | 20,4   |
| 16,0   | 15-29 ans    | 18,8   |
| 12,3   | 0-14 ans     | 13,5   |

| Hommes | Classe d’âge | Femmes |
| ------ | ------------ | ------ |
| 0,6    | 90 ou +      | 1,6    |
| 6,3    | 75-89 ans    | 8,1    |
| 15,5   | 60-74 ans    | 16,2   |
| 21     | 45-59 ans    | 20,4   |
| 19,8   | 30-44 ans    | 19,8   |
| 16,4   | 15-29 ans    | 15     |
| 20,4   | 0-14 ans     | 18,9   |

### Enseignement
Lélex est située dans l'académie de Lyon.

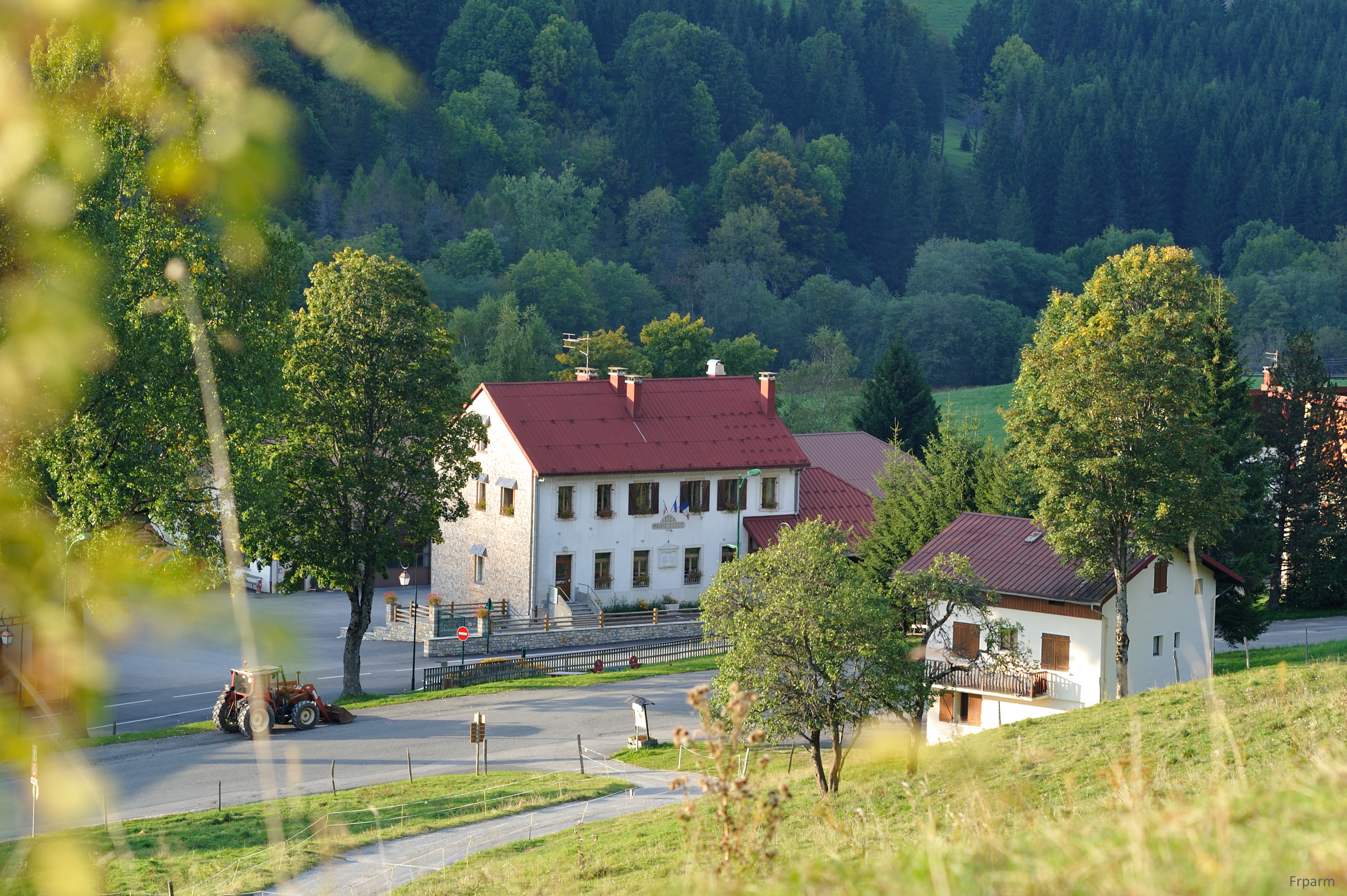
Mairie et école.

Dans le cadre d'un regroupement pédagogique intercommunal avec la commune de Chézery, la commune administre une école élémentaire à une classe (19 élèves sur 3 niveaux).
Les collèges et lycées les plus proches sont situés à Gex, Les Rousses et Bellegarde-sur-Valserine.

### Santé
Après une vacance du cabinet médical due au départ à la retraite du médecin, Lélex a retrouvé un médecin fin 2011.
Le centre hospitalier le plus proche est à Gex.

### Sports

#### Sports d'hiver

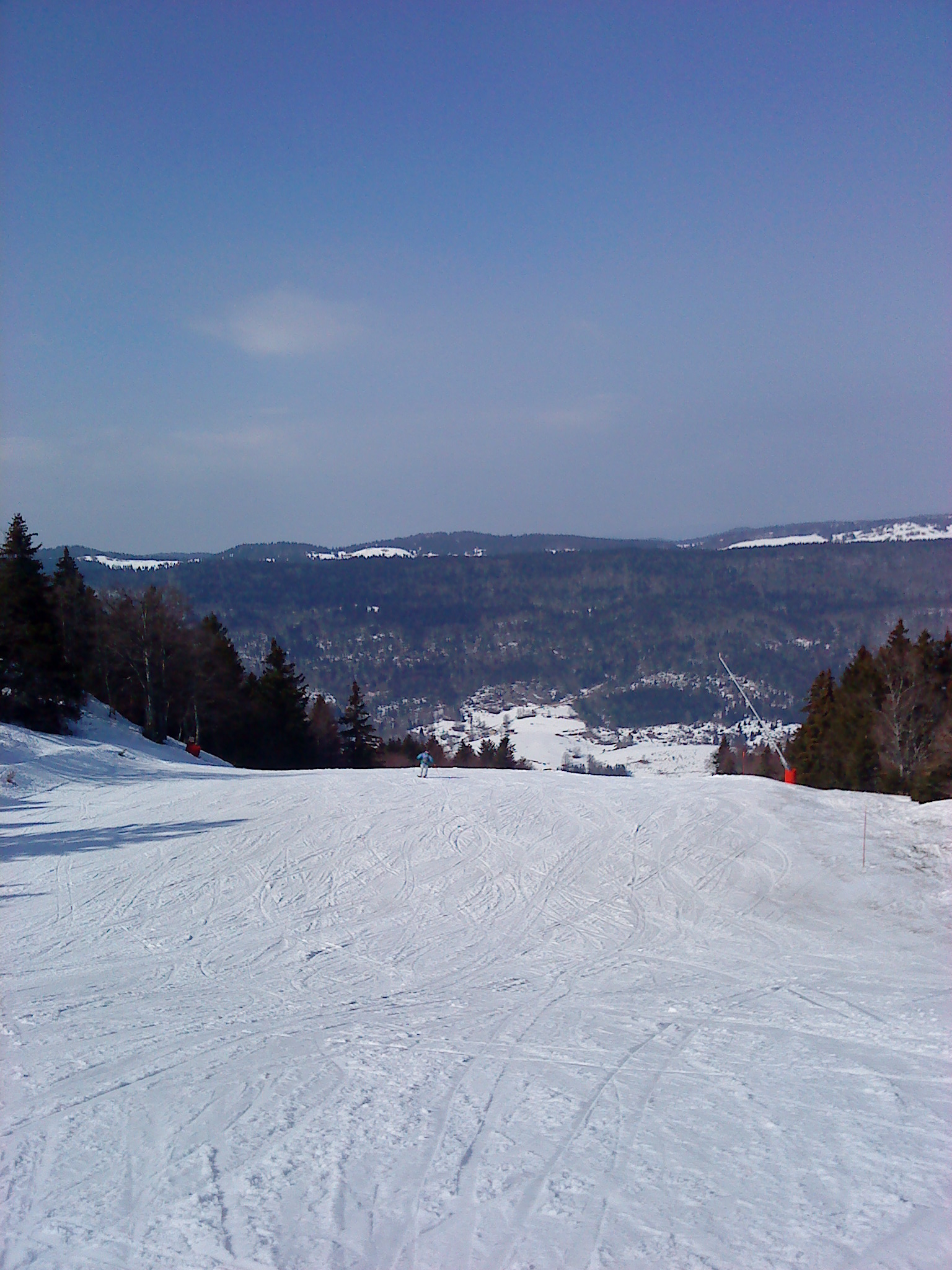
Piste du domaine skiable de Lélex.

Les pistes de ski alpin les plus hautes de la station Monts Jura se trouvent sur le territoire de Lélex, sur le versant Nord du Monthoisey qui culmine à 1 660 m. Il est possible de redescendre à ski jusqu'au village situé à l'altitude de 900 m.
Il existe également plusieurs pistes de ski nordique le long de la vallée de la Valserine, où l'on peut également pratiquer les raquettes à neige, le Snooc et les balades à traîneau.
Le secteur de Lélex, faisant partie de la station de sports d'hiver du Monts Jura, est composé de huit pistes vertes, trois pistes bleues, quatre pistes rouges et deux pistes noires. Il dispose d'une remontée en télécabine et en télésiège et de sept remontées en téléski. Il est raccordé au secteur de Crozet, qui permet un accès rapide à la station depuis la métropole genevoise grâce au télécabine du Fierney. C'est pourquoi 80 % de la clientèle est issue du bassin lémanique, essentiellement du pays de Gex et du Canton de Genève.
L'école du ski français (ESF) est présente avec un jardin d'enfants bénéficiant d'un enneigement artificiel.
Le secteur de Lélex a accueilli les championnats de France de ski alpin en 2009 (en partenariat avec Megève), les Ėcureuils d'or (championnats de France minimes) en mars 2013, et prévoit d'accueillir une nouvelle fois les championnats de France de ski alpin en 2015.

#### Sports d'été
La commune accueille un terrain de tennis.
Lélex est un point de départ pour les excursions sur les crêts du Jura, et en particulier son plus haut sommet, le Crêt de la Neige. Le village a obtenu en 2012 le label Station verte.
De plus, Lélex est régulièrement ville-étape du Tour de l'Ain cycliste : ce fut notamment le cas en 2007, 2008, 2009, 2012, 2013 et 2014. Le Tour de l'Ain se terminera à Lélex le samedi 15 août 2015 avec l'arrivée de la 4e et dernière étape. Ce fut également le cas lors de la seconde étape du Tour de l'Ain 2020 avec la victoire de Primož Roglič.

### Lieux de culte
Le culte catholique est célébré en l'église Saint-Michel qui dépend du groupement paroissial de Lélex au sein du diocèse de Belley-Ars.

## Économie

### Revenus de la population et fiscalité
En 2010, le revenu fiscal médian par ménage était de 25 184 €, ce qui plaçait Lélex au 22 800e rang parmi les 31 525 communes de plus de 40 ménages en métropole.

### Emploi
Selon les résultats du recensement de 2009, la population active parmi les 15-64 ans de la commune compte 118 personnes, soit 81,9 %, ce taux est de 75,6 % au niveau départemental. Les 15-64 ans représentent 1,4 % de chômeurs, 80,6 % de personnes ayant un emploi et 18,1 % d'inactifs. Les inactifs se répartissent de la façon suivante : les retraités ou préretraités représentent 6,9 % de la population active, les scolarisés 5,6 %, les autres inactifs 5,6 %.
En 2009, le taux de chômage (au sens du recensement) parmi les actifs de la commune est de 1,7 %, en diminution par rapport à 1999 (10,9 %). Au 31 décembre 2011, on compte 6 personnes à la recherche d'un emploi.
Sur les 119 personnes actives d'au moins 15 ans ayant un emploi, 80 travaillent dans cette commune.
Une des principales sources d'emploi est le tourisme principalement durant la période hivernale.

### Entreprises et commerces
Au 1er janvier 2011, le village de Lélex compte 49 entreprises hors agriculture et six ont été créées sur le territoire (quatre dans le secteur tertiaire et deux dans l'administration publique)
Répartition des entreprises par domaines d'activité
|                             | Ensemble | Industrie | Construction | Commerce et services divers | Secteur public |
| --------------------------- | -------- | --------- | ------------ | --------------------------- | -------------- |
| Nombre d'établissements     | 49       | 4         | 6            | 29                          | 10             |
| %                           | 100 %    | 8,2 %     | 12,2 %       | 59,2 %                      | 20,4 %         |
| Sources des données : INSEE |          |           |              |                             |                |

D'après les statistiques des équipements et services en 2011, le nombre d'établissements commerciaux est de six et sont réparties comme suit : une épicerie, une boulangerie, un marchand de journaux, un magasin de vêtement et deux magasins d'articles de sports et de loisirs.
Dans le domaine agricole, la commune compte trois exploitants actifs et 103 ha de superficies agricoles.

## Culture locale et patrimoine

### Lieux et monuments

#### Église Saint-Michel de Lélex

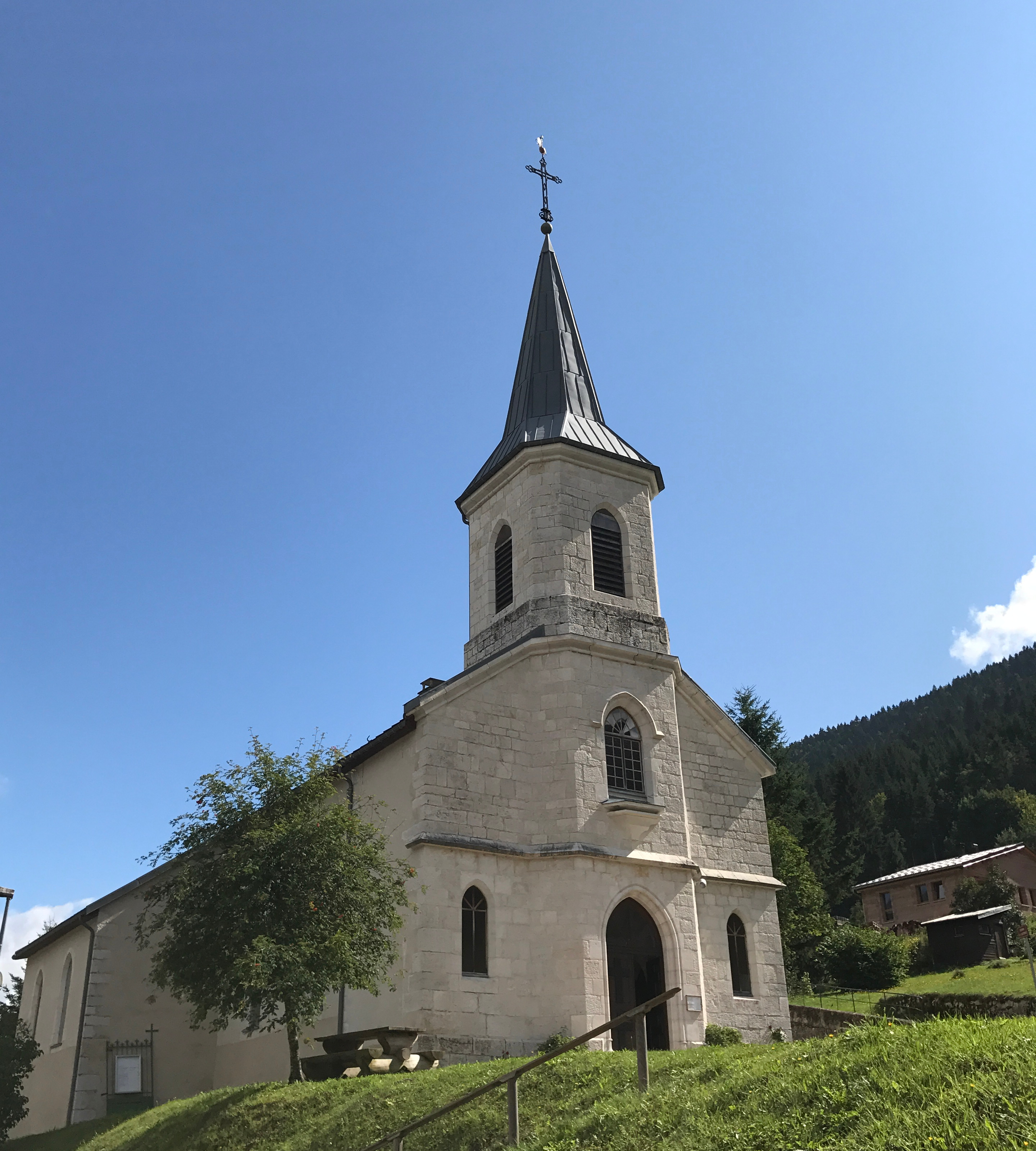
Église Saint-Michel de Lélex.

L'actuelle église, dédiée à saint Michel, est une construction néogothique du XIXe siècle. Elle remplace l'ancien édifice paroissial démoli en 1845 à la suite d'un glissement de terrain. Elle a été restaurée en 1997 ; deux statues en bois doré de la Vierge et de saint Joseph y sont conservées.

### Patrimoine culturel

#### Le métier de lapidaire
Durant la saison touristique d'hiver, des stages et des démonstrations du métier de lapidaire sont organisés à la maison Fontanet, siège de l'association des Lapidaires de la Valserine animée par Jean Vergnaud, meilleur ouvrier de France.

### Patrimoine naturel
La commune est incluse dans le Parc naturel régional du Haut-Jura. Le crêt de la Neige, point culminant du Jura, se situe à cheval sur la limite entre les communes de Lélex (versant nord-ouest) et Thoiry (versant sud-est) ; il est accessible depuis Lélex par plusieurs chemins de randonnée.

### Personnalités liées à la commune
- Le père du peintre genevois Jules Fontanez (1875 - 1918) était originaire de Lélex.
- Edgar Grospiron, champion olympique de ski acrobatique, est originaire de Lélex.
- L'écrivain et reporter Daniel Grandclément, qui a des attaches dans le Haut-Jura, a participé en 2006 à la constitution à Lélex de l'association des Lapidaires de la Valserine[46].

### Héraldique
| Armes de Lélex | La commune de Lélex porte : Écartelé : au 1er d’azur au sapin au naturel, au 2e de sinople à la truite d’argent posée en barre, au 3e de sinople au chamois arrêté d’or, au 4e d’azur au cristal de neige d’argent. |